# 瑞奇与叮当3
《瑞奇与叮当3》是由Insomniac Games开发，索尼电脑娱乐于PlayStation 2发售的立体平台游戏。本游戏是拉捷特與克拉克系列第三部作品。游戏于2004年11月2日在北美发布，并且得到了一致好评，在Metacritic赢得91%的平均评价分数。